# Aéroport de Shigatsé-Heping
L'aéroport de Shigatsé-Heping (code IATA : RKZ • code OACI : ZURK) est le principal aéroport de la ville-préfecture de Shigatsé. Il est situé sur le canton de Jiangdam (zh) (江当乡), dans le district de Samdrubtsé.

## Compagnies et destinations
| Compagnies             | Destinations                      |
| ---------------------- | --------------------------------- |
| China Eastern Airlines | Shanghai-Pudong, Xi'an-Xianyang   |
| Tibet Airlines         | Chengdu-Shuangliu, Xi'an-Xianyang |
| West Air               | Chongqing-Jiangbei                |

Édité le 14/04/2021

## Statistiques
Pour des raisons techniques, il est temporairement impossible d'afficher le graphique qui aurait dû être présenté ici.

Voir la requête brute et les sources sur Wikidata.